# Línia defensiu exterior

Posició dels línies defensius exteriors (End) a l'inici de jugada.

El línia defensiu exterior, en anglès defensive end (DE), és un tipus de jugador defensiu de futbol americà. Pertanyen a la línia defensiva i acostumen a ser dos, situats als cantons exteriors dels bloquejadors defensius i enfront dels bloquejadors ofensius.
Tenen tres funcions principals, depenent de la jugada escollida tant per la defensa com per l'atac: algunes vegades hauràn de restar a la seva posició aguantant les envestides dels atacants, que volen obrir-se pas; si la jugada que farà l'equip atacant és de passada, han de presionar el rerequart, per què no tingui temps de fer un bon passi i tot fer-li un sac; si la l'elecció atacant és una jugada de correguda, la seva funció és intentar bloquejar els contraris que venen obrint pas (normalment els guardes i els bloquejadors ofensius) als corredors i, si poden, placar aquests últims.
Acostumen a ser jugadors molt alts i forts, però més lleugers i, sobre tot, més ràpids que els bloquejadors defensius, ja que tenen més espai per intentar esquivar els components de la línia ofensiva i entrar en la zona oponent.